# Kavran
 Kavran   (olaszul: Cavrano) falu Horvátországban, Isztria megyében. Közigazgatásilag Marčanához tartozik.

## Fekvése
Az Isztria délkeleti részén, Pólától 15 km-re északkeletre, községközpontjától 8 km-re délkeletre a Budava- és a Vinjola-öböl (Duga uvala) feletti fennsíkon fekszik.

## Története
Területén már a történelem előtti időben is éltek emberek, ezt bizonyítják a környéken fellelhető őskori halomsírok. Az ókorban vonzó volt az emberi letelepedés számára a szép környezet és a kilátás Kvarner-öbölre. Területén több villagazdaság is működött. A középkorban Kavran a mutvorani uradalomhoz, majd a pólai püspökséghez tartozott. Középkori temploma valószínűleg a 15. században épült. A 16. században lakossága a háborús események és járványok következtében kipusztult. A 17. és 18. században Dalmáciából érkezett horvát menekültekkel telepítették be újra. Ekkor épült a régi alapjain mai temploma is.
A falunak 1857-ben 178, 1910-ben 269 lakosa volt. Lakói főként mezőgazdaságból (szőlő- és olajbogyó tarmesztés), állattartásból éltek. Az első világháború után a falu Olaszországhoz került. A második világháború után Jugoszlávia része lett. Jugoszlávia felbomlása után 1991-ben a független Horvátország része lett. 2011-ben a falunak 99 lakosa volt, akiknek fő megélhetési forrása a turizmus.

## Nevezetességei
Szent Jeromos tiszteletére szentelt temploma a 18. században épült a korábbi templom helyén. Egyhajós, négyszög alaprajzú épület oldalkápolnával és sekrestyével. Három kőből épített oltára van. Harangtornya 10 méter magas. A templomot alacsony körítőfal övezi.

## Lakosság
| Lakosság változása | Lakosság változása | Lakosság változása | Lakosság változása | Lakosság változása | Lakosság változása | Lakosság változása | Lakosság változása | Lakosság változása | Lakosság változása | Lakosság változása | Lakosság változása | Lakosság változása | Lakosság változása | Lakosság változása | Lakosság változása |
| ------------------ | ------------------ | ------------------ | ------------------ | ------------------ | ------------------ | ------------------ | ------------------ | ------------------ | ------------------ | ------------------ | ------------------ | ------------------ | ------------------ | ------------------ | ------------------ |
| 1857               | 1869               | 1880               | 1890               | 1900               | 1910               | 1921               | 1931               | 1948               | 1953               | 1961               | 1971               | 1981               | 1991               | 2001               | 2011               |
| 178                | 219                | 252                | 218                | 211                | 269                | 249                | 282                | 216                | 171                | 154                | 126                | 98                 | 89                 | 89                 | 99                 |